# Verarbeitungsstufe
Unter Verarbeitungsstufen versteht man in der Produktionswirtschaft die der Urproduktion folgenden Produktionsprozesse (oft in anderen Betrieben), die durch Bearbeitung, Raffination, Veredelung oder Weiterverarbeitung aus Rohstoffen marktreife Endprodukte herstellen. Pendant im Handel ist die Handelsstufe.

Wenn es um die Veränderung von Stoffeigenschaften durch die Verarbeitung geht, spricht man stattdessen eher von Verarbeitungsgrad.
Die zwischen Ausgangs- und Fertigprodukt liegenden Zwischenprodukte werden je nach Zusammenhang auch als Halbzeug oder Halbfabrikat bezeichnet.

## Allgemeines
Verarbeitungsstufen sind das Ergebnis moderner Arbeitsteilung und Spezialisierung. Der Begriff „Verarbeitungsstufen“ ist mehr empirischer als theoretischer Natur. Man versteht darunter einen oder mehrere Bearbeitungsprozesse auf dem Weg der Produkte vom Rohstoff und Grundstoff zum Fertigerzeugnis, die sich durch die Art der verwendeten Anlagen, den Betriebszweck oder Organisationsmittel der Bearbeitung von anderen Bearbeitungsprozessen unterscheiden. Bei Dienstleistungen werden Leistungen an einem Objekt erbracht (beispielsweise bei der Autoreparatur am Kraftfahrzeug oder die Behandlung durch den Arzt am Patienten). Deshalb besteht bei Dienstleistungen entsprechend die Dienstleistungskette aus einzelnen Leistungsstufen anstelle von Verarbeitungsstufen.

## Mehrere Verarbeitungsstufen
Aufzuteilen sind die Betriebe der Rohstoffgewinnung (primärer Sektor), die beispielsweise im Bergbau Eisenerz abbauen, andere Betriebe im sekundären Sektor übernehmen dieses Vorleistungsgut etwa für die Stahlerzeugung (erste Verarbeitungsstufe), der Stahl wird beispielsweise im Karosseriebau (zweite Verarbeitungsstufe) verwendet, der als Zulieferer für die Automobilindustrie (dritte Verarbeitungsstufe) fungiert. Der sich anschließende Handel gehört keiner Verarbeitungsstufe an, weil er das Produkt lediglich lagert und wieder verkauft. Je geringer die Fertigungstiefe in einem Unternehmen ist, umso mehr Verarbeitungsstufen sind für das Endprodukt erforderlich. Umgekehrt können horizontale Mischkonzerne mehrere Verarbeitungsstufen in sich vereinigen. Vollsynthetische Chemiefasern durchlaufen bis zu drei Verarbeitungsstufen zur Marktreife, nämlich Spinnen, Weben oder Wirken und Konfektionieren.
| Produkt            | 1. Verarbeitungsstufe | 2. Verarbeitungsstufe                             | 3. Verarbeitungsstufe   |
| ------------------ | --------------------- | ------------------------------------------------- | ----------------------- |
| Getreide           | Ernte                 | Getreideflocken, Mehl, Schrot                     | Brot, Müsli, Nudeln     |
| Rinder             | Rindermast            | Schlachtung und Zerlegung in Viertel oder Hälften | Schinken, Steaks, Wurst |
| Eisenerz           | Stahlerzeugung        | Karosseriebau                                     | Automobilherstellung    |
| Nutzholz           | Holzgewinnung         | Holzverarbeitung                                  | Möbelbau                |
| Metallgewinnung    | Gießereien            | Metallverarbeitung                                | Werkzeugbau             |
| Mineralölindustrie | Destillation          | Cracken                                           | Hydrierung              |

Die Leistungsstufen im Dienstleistungssektor müssen über mehrere Betriebe stattfinden wie etwa die Komplettierung einer Pauschalreise durch Leistungsketten wie Flugreise, Hotel und Reiseleitung. Bei Kreditinstituten besteht beispielsweise das Kreditgeschäft lediglich aus der Fertigungstiefe innerhalb desselben Unternehmens, diese umfasst die Refinanzierung aus dem Passivgeschäft, es folgt die Fristen-, Losgrößen- sowie Risikotransformation und schließlich die Kreditauszahlung.

## Wirtschaftliche Aspekte
Mehrere Verarbeitungsstufen gehören zu einer Wertschöpfungskette, die Ressourcen verbraucht, in Prozessen miteinander verbunden ist und letztlich Werte schafft. Die Wertschöpfungskette ist nichts anderes als eine vertikale Reihe von Verarbeitungsstufen. Zwischen den einzelnen Stufen der Wertschöpfungsketten bestehen so genannte Transaktionsschnittstellen, bei denen Produkte oder Dienstleistungen von einer technisch definierbaren Verarbeitungsstufe an die nächste übergeben werden. Die engste Verknüpfung zwischen zwei Verarbeitungsstufen ist die Just-in-time-Produktion. Bei Produkten findet eine Transformation statt, etwa von Kakao zu Schokolade; bei Dienstleistungen gibt es beispielsweise die Komplettierung einer Pauschalreise durch Leistungsketten wie Flugreise, Hotel und Reiseleitung.
Die Geschäftsbeziehungen zwischen den Lieferanten/Zulieferern und ihren Kunden einzelner Verarbeitungsstufen führen zu wirtschaftlichen Abhängigkeiten. Das wirkt sich einerseits etwa bei Lieferengpässen insbesondere in der Just-in-time-Produktion aus, andererseits auch bei den Anschaffungskosten. Monopolistische Tendenzen bei Zulieferern verhindern Redundanzstrategien. Die Kombination von Wertschöpfungsketten und Vernetzung führt zur Netzwerkketten (englisch netchain), die auf dem Agrarmarkt sogar zwei Wirtschaftszweige (Agrarproduktion und Handel) umspannen.
Bei der Vorwärtsintegration werden nachgelagerte Verarbeitungsstufen integriert, während bei der Rückwärtsintegration vorgelagerte Verarbeitungsstufen übernommen werden. Stellt ein Unternehmen bisher von Lieferanten bezogene Vorleistungsgüter selbst her, so führt es eine Rückwärtsintegration durch und erhöht die Fertigungstiefe. Wenn umgekehrt ein Unternehmen Vorleistungsgüter für seine Abnehmer herstellt und deren nachgelagerte Verarbeitungsstufe übernimmt, liegt Vorwärtsintegration vor.
Der Export einer höheren Verarbeitungsstufe bringt größere Deviseneinnahmen. Die Industrialisierung in Entwicklungs- und Schwellenländern wird deshalb dazu führen, dass diese die Rohstoffe im eigenen Land weiterverarbeiten, so dass bestimmte niedrige Verarbeitungsstufen in den Industriestaaten verschwinden werden (etwa Fertigkupfer statt Rohkupfer). Hier setzt häufig Protektionismus ein, wenn Staaten bei unerwünschten Importen aus Entwicklungs- und Schwellenländern ihre Zölle am Verarbeitungsgrad der Produkte ausrichten. In der Literatur wird für diese Eskalation nominaler Zollraten von niederen zu höheren Verarbeitungsstufen der Begriff „Kaskadenzoll“ verwendet.

## Abgrenzung
Die Verarbeitungsstufe muss von der Fertigungsstufe unterschieden werden. Während mehrere Fertigungsstufen in einem einzigen Betrieb im Produktionsprozess vorhanden sein können, gibt es Verarbeitungsstufen nur zwischen mehreren Betrieben. Verwendet die Stahlerzeugung den Stahl im obigen Beispiel nicht zum Karosseriebau, sondern für Stahlband, so umfasst der Prozess der elektrolytischen Stahlbeschichtung beispielsweise drei Fertigungsstufen. Zunächst wird die Bandoberfläche durch Beizen gereinigt, in der zweiten Stufe durchläuft das Band Beschichtungszellen, wo es durch eine elektrolytische Lösung geführt wird. In einer dritten Fertigungsstufe wird das Band mit einer Phosphatschicht versehen.